# 沃讷-莱萨布隆
沃讷-莱萨布隆（法語：Veneux-les-Sablons，法語發音：[vənø le sablɔ̃] ⓘ）是法国法蘭西島大區塞纳-马恩省的一个旧市镇。2017年1月1日，沃讷-莱萨布隆并入市镇莫雷-卢万和奥尔瓦讷。

## 地名
“沃訥”意為“狩獵村”，“莱薩布隆”意為“細砂”，為組成該鎮的兩個原村莊之名稱。

## 地理
沃讷-莱萨布隆（48°22'40"N, 2°47'34"E）面积4.03 平方千米，位于法国法蘭西島大區塞纳-马恩省，该省份为法国北部内陆省份，北起瓦兹省，西接埃松省、马恩河谷省、塞纳-圣但尼省和瓦兹河谷省，南至卢瓦雷省，东南接约讷省，东临马恩省和奥布省，东北接埃纳省。
与沃讷-莱萨布隆接壤的市镇（或旧市镇、城区）包括：塞纳河畔香槟、枫丹白露、圣马梅、托姆里、卢万河畔莫雷、莫雷-卢万和奥尔瓦讷。
沃讷-莱萨布隆的时区为UTC+01:00、UTC+02:00（夏令时）。

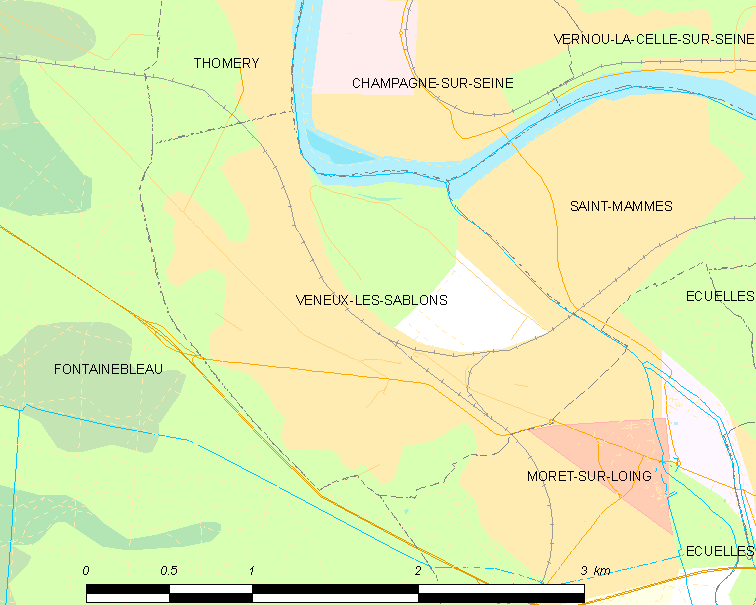
沃讷莱萨布隆的OSM定位图

## 行政
沃讷-莱萨布隆的邮政编码为77250，INSEE市镇编码为77491。

## 政治
沃讷-莱萨布隆所属的省级选区为蒙特罗福约讷县。

## 文化
藏傳佛教格魯派寺院及弘法中心——甘丹林學院坐落於該鎮。十四世達賴喇嘛曾訪問該學院。

## 人口

1962-2008年间沃讷-莱萨布隆人口变化图示

沃讷-莱萨布隆于2018年1月1日时的人口数量为4696人。